# Igor Lukšić
Igor Lukšić (Igor Lukšić, Игор Лукшић,  îɡor lûkʃitɕ, născut pe 14 iunie 1976) este Prim-ministru în Guvernul Muntenegrean. Lukšić a devenit Prim-ministru în exercițiu după demisionarea lui Milo Đukanović, iar mai apoi a fost ales ca Prim-ministru propriu-zis pe 29 decembrie 2010.